# Kantonsschule Oerlikon
Die Kantonsschule Oerlikon (KSOe) war eine öffentliche Mittelschule in Zürich-Oerlikon mit den Maturitätsprofilen altsprachlich, neusprachlich und mathematisch-naturwissenschaftlich, sowie einem Untergymnasium. Die Schule war mit rund 1200 Schülerinnen und Schülern, welche von mehr als 150 Lehrkräften unterrichtet wurden, eines der grössten Gymnasien des Kantons Zürich. Auf das Herbstsemester 2012/2013 fusionierte die Kantonsschule Oerlikon mit der Kantonsschule Zürich Birch. Gemeinsam bilden sie nun die grösste Kantonsschule Zürichs, die Kantonsschule Zürich Nord.

## Allgemein

### Geschichte und Leitbild
Im Jahre 1971 wurde die KSOe als erste koeduzierte Mittelschule der Stadt Zürich gegründet. In den ersten vier Jahren befand sie sich allerdings noch nicht in Oerlikon, sondern in verschiedenen Provisorien in der Stadtmitte. Erst im Jahre 1975 zog man an den heutigen Standort. Das im zweiten Anlauf vom Volk genehmigte Bauprojekt enthält die 3 Haupttrakte, von welchen einer die Kantonsschule Zürich Birch (KZB) beherbergt, die Turnhallen und die Mensa. 1995 bekam die KSOe noch eine 14 Mio. Franken teure Aula.
Dies ist ein Auszug aus dem Leitbild der KSOe, welcher die Errungenschaften und die Ziele der Kantonsschule kurz zusammenfasst: «Unsere Schule wird in einem offenen, von menschlichem Engagement geprägten Geist geführt. Einfache Strukturen sorgen für unbürokratische Verwaltungsabläufe. Dies schafft Raum für gute Kommunikation und persönliche Kontakte zwischen allen Schulangehörigen. Wir pflegen die Beziehungen zu den Eltern, zur Volksschule und zu den weiterführenden Bildungsstätten.»

### Bau und Standort

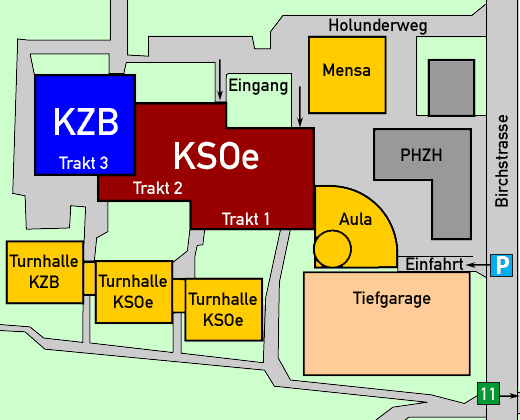
Übersicht über die KSOe

Die KSOe befand sich in einem 4-stöckigen Komplex, welchen sie sich mit der KZB teilt. Im Hauptgebäude befindet sich auch die 2004 erweiterte zweistöckige Mediothek beider Kantonsschulen. Dazu kommen eine separate Mensa, 6 Turnhallen, wovon 2 zur KZB gehörten und eine viertelkreisförmige Aula. Umgeben ist die KSOe-Anlage von einer Sportanlage und einem kleineren Gewächshaus.
Der Standort ist in der Nähe des Bahnhofs Oerlikon. Die nächsten VBZ-Haltestellen sind die Stationen "Bad Allenmoos" bzw. "Regensbergbrücke" der Tramlinie 11 und "Birchdörfli" der Buslinie 32. Somit war die Schule besonders attraktiv für Schüler aus Zürich-Nord und der nördlichen Agglomerationsgemeinden.

## Spezialitäten der KSOe

### Fakultative Fächer
Die KSOe bot eine grosse Anzahl fakultativer Fächer an, u. a. Instrumentalunterricht, Sport, Tanz und Theater. Dazu kommen noch zusätzliche Sprachlektionen oder andere Wahlfächer. Dieses grosse Angebot wird von der KZN weitergeführt.

### Anlässe und Lager
Alljährlich finden besondere Anlässe wie beispielsweise der „Röselitag“ und der „Weihnachtsball“ der Schülerorganisation (SO), Schneesportlager oder Konzerte des Instrumentalunterrichts statt. Diese Tradition versucht die KZn zu übernehmen.
Hinzu kommen stärker auf Lerninhalte ausgerichtete Reisen und Lager, so die Arbeitswoche in der 4. Klasse oder in der 6. Klasse die INDIAWO, die interdisziplinäre Arbeitswoche, bei der sich die Klassenverbände auflösen und sich nach Interesse neu gruppieren. Ausserdem findet in der 4. Klasse wieder eine dreiwöchige "Huusi" statt, ein hauswirtschaftlicher Intensivkurs, der zwischenzeitlich aus Spargründen abgeschafft worden war.

### Gesundheitsförderung
Neben dem obligatorischen Schulsport und den Sport-Wahlfächern gibt es zwei spezielle Thementage, in der 2. Klasse der Suchtpräventionstag und in der 3. Klasse der AIDS-Präventionstag. Während der Schulzeit steht den Schülern eine professionelle Schülerberatung zur Verfügung.

### Schülerorganisation SO
Die SO ist ein Organ der Schülerschaft, welche die Interessen der Schüler wahrnimmt und soweit es möglich ist, vertritt. Die SO fördert die Zusammenarbeit zwischen den Schülern, den Lehrern, der Schulleitung und den Eltern. Sie stellt eine Vertretung während des Konvents, wo sie die Interessen der Schüler vertritt und ihre Meinungen einbringt. Die SO organisiert auch verschiedene Anlässe (siehe „Anlässe und Lager“), welche einen alljährlichen Abschnitt in der Agenda der KSOe beanspruchen.

### impuls
"impuls" hiess die interne Zeitschrift, welche mit einer Auflage von 1800 Exemplaren 2 Mal pro Schuljahr erschien. Sie bildete neben Artikeln zum schulischen Alltag und zu im Fokus stehenden Themen den offiziellen Jahresbericht der KSOe. In der Beilage "Verzeichnisse" fand man umfassende Informationen zum Schulbetrieb der KSOe. Dabei wurde speziell auf die Ausgewogenheit der Berichterstattung zwischen Lehrern und Schülern, bzw. zwischen den verschiedenen Stufen geachtet.

### ICT an der KSOe
Das Fach "Arbeiten mit dem Computer" lehrt die Schüler den zielgerichteten und effizienten Umgang mit dem Computer. Ein Teil der Mathematikstunden beinhaltet auch Informatik mit Fokus auf Algorithmik. Computerräume stehen den Schülern frei zur Verfügung. Bei dem Projekt "Lernen mit dem persönlichen Laptop" LpL werden ganze Klassen und die Lehrkräfte mit Laptops ausgerüstet, damit eine weitere Vertiefung in das Medium Computer möglich ist. Die Infrastruktur basiert auf Apple Macintosh-Computern.

## Bekannte Schüler
Nach Geburtsjahr
- Silvia Steiner (* 1958), Regierungsrätin des Kantons Zürich
- Anatole Taubman (* 1970), Schauspieler[2]
- Thomas Gächter (* 1971), Rechtswissenschaftler[3]
- Franziska Egli (* 1984), Journalistin
- Elijah (* 1986), Musiker
- Sanija Ameti (* 1992), Politikerin und Co-Präsidentin der politischen Bewegung Operation Libero.